# Heterorachis idmon
Heterorachis idmon är en fjärilsart som beskrevs av Fawcett 1916. Heterorachis idmon ingår i släktet Heterorachis och familjen mätare. Inga underarter finns listade i Catalogue of Life.